# Пекло (фільм, 1980)
«Пекло» (італ. Inferno) — італійський кінофільм режисера Даріо Ардженто, що вийшов на екрани в 1980 році .

## Сюжет
Молода жінка випадково знаходить таємничий щоденник, в якому знаходиться розгадка таємниці «Трьох матерів». Ця жахлива таємниця свято зберігалася століттями. Але тепер Зло вирвалося на свободу, накривши собою півсвіту, від Риму до Нью-Йорка.

## Ролі
| Актор                | Роль                            |
| -------------------- | ------------------------------- |
| Лі МакКлоскі         | Майкл Елліот                    |
| Айрін Міракл         | Роз Елліот                      |
| Елеонора Джорджі     | Сара                            |
| Дарія Ніколоді       | Еліза Сталлоне Ван Адлер        |
| Саша Пітоефф         | Казанян                         |
| Аліда Валлі          | Керол, сторож                   |
| Вероніка Лазар       | медсестра/Мати темряви          |
| Габріеле Лавіа       | Карло                           |
| Федір Шаляпін мол.   | професор Арнольд/доктор Вареллі |
| Леопольдо Мастеллоні | Джон, дворецький                |

## Знімальна група
- Режисер — Даріо Ардженто
- Сценарист — Даріо Ардженто, Дарія Ніколоді, Томас Де Квінсі
- Продюсер — Клаудіо Ардженто, Сальваторе Ардженто, Гульєльмо Гарроне
- Композитор — Кіт Емерсон, Джузеппе Верді

## Додаткова література
- Roberto Curti[it]. Italian Gothic Horror Films, 1970—1979. — Jefferson, North Carolina : McFarland & Company, 2017. — 246 p. — ISBN 978-1476664699.